# Artem Pryma
Artem Andrijovyč Pryma (ukrajinsky Артем Андрійович Прима; * 30. května 1987 Černihiv, Sovětský svaz), je ukrajinský reprezentant v biatlonu a pětinásobný mistr Evropy
Ve své dosavadní kariéře nezvítězil ve světovém poháru v žádném individuálním ani kolektivním závodě. Nejlepšího individuálního výsledku dosáhl ve sprintu v Oberhofu v sezóně 2013/2014. Dvakrát se umístil na stupních vítězů s ukrajinskou štafetou.

## Výsledky
Biatlonu se věnuje od roku 2010. Ve světovém poháru debutoval v sezóně 2010. Ve své dosavadní kariéře se zúčastnil devíti mistrovství světa, když debutoval v roce 2011 v ruském Chanty-Mansijsku, a dvakrát olympijských her – v Soči a Pchjongčchangu.

### Olympijské hry a mistrovství světa
| Sezóna  | Akce | Místo                | SP  | SZ  | HZ  | IZ  | ŠT  | SŠT | SZD | Věk    |
| ------- | ---- | -------------------- | --- | --- | --- | --- | --- | --- | --- | ------ |
| 2010/11 | MS   | Chanty-Mansijsk      | —   | —   | —   | 25. | —   | —   | ×   | 23 let |
| 2011/12 | MS   | Ruhpolding           | 35. | 44. | —   | 24. | 8.  | —   | ×   | 24 let |
| 2012/13 | MS   | Nové Město           | 42. | 36. | —   | 47. | 14. | —   | ×   | 25 let |
| 2013/14 | ZOH  | Soči                 | 32. | 44. | —   | 80. | 9.  | —   | ×   | 26 let |
| 2014/15 | MS   | Kontiolahti          | 62. | —   | —   | 34. | 9.  | —   | ×   | 27 let |
| 2015/16 | MS   | Oslo                 | 22. | 32. | —   | —   | —   | —   | ×   | 28 let |
| 2016/17 | MS   | Hochfilzen           | —   | —   | —   | —   | 6.  | —   | ×   | 29 let |
| 2017/18 | ZOH  | Pchjongčchang        | 40. | 38. | —   | 46. | 9.  | 7.  | ×   | 30 let |
| 2018/19 | MS   | Östersund            | —   | —   | —   | —   | 12. | 7.  | —   | 31 let |
| 2019/20 | MS   | Anterselva           | 25. | 24. | 20. | 36. | 12. | 5.  | —   | 32 let |
| 2020/21 | MS   | Pokljuka             | 20. | 8.  | 21. | 9.  | 5.  | 4.  | 4.  | 33 let |
| 2021/22 | ZOH  | Peking               | 15. | 18. | 28. | 37. | 9.  | 13. | ×   | 34 let |
| 2022/23 | MS   | Oberhof              | 39. | 44. | –   | –   | 13. | –   | –   | 35 let |
| 2023/24 | MS   | Nové Město na Moravě | 60. | DNS | –   | 62. |     | 7.  | –   | 36 let |

Poznámka: Výsledky z olympijských her se do hodnocení světového poháru nezapočítávají, výsledky z mistrovství světa se dříve započítávaly, od mistrovství světa v roce 2023 se nezapočítávají.